# Autorité de régulation du rugby
Ne doit pas être confondu avec Direction nationale du contrôle de gestion.
L'Autorité de régulation du rugby (A2R), connue de 1999 à 2022 en tant que Direction nationale d'aide et de contrôle de gestion (DNACG), est un organisme chargé d’assurer le contrôle de la gestion administrative, financière et juridique des clubs disputant les championnats français professionnels et fédéraux de rugby à XV.
Ses membres sont désignés parmi ceux de la Fédération française de rugby et la Ligue nationale de rugby.

## Composition
Créée en 1999, l'organisme est composée de plusieurs entités, :
- le Conseil supérieur de la DNACG, puis Conseil de discipline du rugby français depuis les années 2020[3] ;
- la Commission de contrôle des championnats fédéraux (CCCF), puis Commission de régulation des championnats fédéraux (CRCF) depuis les années 2020[4], pour les affaires relatives aux clubs participants aux championnats organisés par la Fédération française de rugby ;
- la Commission de contrôle des championnats professionnels (CCCP) pour les affaires relatives aux clubs participants aux championnats organisés par la Ligue nationale de rugby ;
- la Commission de régulation des agents sportifs (CRAS) pour les affaires relatives aux activités financières des agents sportifs[4] (non active à la création de la DNACG[2],[1]).

À compter de la saison 2022-2023, la Direction nationale d'aide et de contrôle de gestion est renommée Autorité de régulation du rugby.

## Mesures et sanctions

### Nature des décisions
Après contrôle de la gestion administrative, financière et juridique d'un club, l'organisme peut prononcer un certain nombre de sentences, à titre ferme ou avec sursis : amendes financières, blocage des versements de la LNR ou suppression totale ou partielle de la participation à la caisse de blocage du championnat de France, limitation de la masse salariale des joueurs, mise sous condition de la conclusion et/ou interdiction de nouveaux contrats et d'avenants de joueurs, retrait de points, refus d'accession en division supérieure ou d'engagement en championnat professionnel, rétrogradation en division inférieure.
L'organisme applique la sanction de retrait de points pour la première fois de son histoire en décembre 2009, dans le cadre de la procédure administrative visant le Stade montois ; le club se voit ainsi retirer cinq points au classement durant la saison de Pro D2 en cours, pour « non-respect des engagements fournis par le club [...] qui avaient justifié le relèvement de sa masse salariale ».

### Procédure d'appel
Les décisions prononcées par l'organisme peuvent faire l'objet de la part du club incriminé d'un appel devant une formation de la commission d'appel de la FFR. En cas de déclin par cette dernière, une procédure à titre consultatif peut être lancée auprès du Comité national olympique et sportif français (CNOSF), qui rendra une proposition de conciliation auprès de la FFR,. En dernier recours, le tribunal administratif ou le Tribunal arbitral du sport (TAS),, peuvent être saisis.